# Candeias (Minas Gerais)
Pour les articles homonymes, voir Candeias (homonymie).
Candeias est une municipalité brésilienne de l'État du Minas Gerais et la microrégion de Campo Belo.